# Oakvale (Virginia Occidental)
Oakvale es un pueblo ubicado en el condado de Mercer en el estado estadounidense de Virginia Occidental. En el Censo de 2010 tenía una población de 121 habitantes y una densidad poblacional de 111,23 personas por km².

## Geografía
Oakvale se encuentra ubicado en las coordenadas 37°19′56″N 80°58′23″O / 37.33222, -80.97306. Según la Oficina del Censo de los Estados Unidos, Oakvale tiene una superficie total de 1.09 km², de la cual 1.08 km² corresponden a tierra firme y (0.48%) 0.01 km² es agua.

## Demografía
Según el censo de 2010, había 121 personas residiendo en Oakvale. La densidad de población era de 111,23 hab./km². De los 121 habitantes, Oakvale estaba compuesto por el 100% blancos, el 0% eran afroamericanos, el 0% eran amerindios, el 0% eran asiáticos, el 0% eran isleños del Pacífico, el 0% eran de otras razas y el 0% pertenecían a dos o más razas. Del total de la población el 0% eran hispanos o latinos de cualquier raza.